# Bungarus lividus
El krait unicolor (Bungarus lividus) es una especie de serpiente venenosa de la familia Elapidae. Se distribuye por India, Bangladés y Nepal. Es ovípara. Es una especie nocturna y de pequeño tamaño. Se diferencia de otras especies similares por tener la fila superior de las escamas dorsales del mismo tamaño que el resto. Su veneno puede causar la muerte de una persona.

## Publicación original
- Cantor, T.E. 1839. Spicilegium serpentium indicorum [parts 1 and 2]. Proc. Zool. Soc. London 7: 31-34, 49-55.